# بيت فرح (مسلسل)
بيت فرح هو مسلسل دراما مصري من إخراج شيرين عادل وبطولة فتحي عبد الوهاب، داليا مصطفى، سليمان عيد، محمد علي رزق، إيناس كامل وعابد عناني، عرضت الحلقة الأولى من المسلسل في 22 أكتوبر 2022 على قناة الحياة.

## طاقم العمل
- فتحي عبد الوهاب بدور فرح
- داليا مصطفى بدور عاليا
- سليمان عيد بدور فتح الباب
- محمد علي رزق بدور مالك
- إيناس كامل بدور ليلى
- عابد عناني بدور أيمن زاهر